# Летећи чунак
Летећи чунак (енгл. Flying shuttle) је справа коју је 1733. године изумео енглески проналазач Џон Кеј. Њиме је олакшан процес ткања, а производња удвостручена. Његовим открићем започела је Индустријска револуција.